# Guatteria lasiocalyx
Guatteria lasiocalyx é uma espécie de planta do gênero Guatteria.  

## Taxonomia
A espécie foi descrita em 1939 por Klas Robert Elias Fries. 